# Белецкая сельская община
Белецкая сельская община (укр. Білецька сільська громада) — территориальная община в Тернопольском районе Тернопольской области Украины.
Административный центр — село Белая.
Население составляет 10332 человека. Площадь — 137,3 км².
В соответствии с распоряжением Кабинета Министров Украины от 12 июня 2020 года, в состав общины вошла территория Белецкого, Великоглубочецкого, Ивачеводолишневского, Игровицкого, Плотицкого и Чистиловского сельских советов Тернопольского района, а также Мшанецкого сельского совета упразднённого Зборовского района.

## Населённые пункты
В состав общины входит 10 сёл:
- Белая
- Великоглубочецкий старостинский округ:
  - Великий Глубочёк
- Игровицкий старостинский округ:
  - Ивачев Горишний
  - Ивачев Долишний
  - Игровица
- Мшанецкий старостинский округ:
  - Детковцы
  - Мшанец
  - Хомовка
- Плотицкий старостинский округ:
  - Плотыча
  - Чистилов